# Мохаммад Ібрагім Заук
Шейх Мохаммад Ібрагім Заук (урду شیخ محمد ابراہیم ذوؔق, нар. 1789, Делі — пом. 1854, Делі) — один з найвідоміших поетів урду і викладач літератури, поезії та релігії при імператорському дворі Великих Моголів у Делі.

## Біографія
Народився в Делі у 1789 році. Його батько, Шейх Мухаммад Рамзан, був простим солдатом в армії Моголів і мав змогу забезпечити тільки базову освіту синові. Заук був направлений до початкової релігійної школи, де в нього виявили тяжіння для поезії урду. Його вміння було відточено під наставництвом відомого поета Шаха Насира.
Заук влаштувався до Імператорського двору Моголів завдяки своєму другу поету Міру Казіму Хусайну Бекарару. Невдовзі він став учителем та наставником спадкоємця престолу Бахадура Шаха Зафара. У віці 19 років він став придворним поетом-лауреатом аж до 1854 року, року його смерті.
Головним суперником у поезії був поет Мірза Галіб. Галіб писав чуттєві, ліричні вірші, проте у цей час цінувалося більше красномовство та пишні словотворення, ніж чуттєвість та зміст. Тому Заук був популярнішим ніж його суперник.